# Sonic R
Sonic R es un videojuego de carreras de 1997 desarrollado por Traveller's Tales y Sonic Team para Sega Saturn. Es el tercer juego de carreras de la serie Sonic the Hedgehog (que son Sonic Drift y Sonic Drift 2 para Game Gear) y el primero en contar con gráficos de computadora en 3D. El jugador compite con uno de los diez personajes de Sonic en varias pistas de carreras con temática de Sonic mientras intentan evitar que el Dr. Robotnik robe las Chaos Emeralds y esclavice al mundo. Sonic R cuenta con modos de juego para un jugador y multijugador, y aunque es similar a los juegos de carreras de karts como Mario Kart 64, pone énfasis en los saltos y la exploración. Al recolectar elementos y completar objetivos, los jugadores pueden desbloquear personajes secretos.
El desarrollo comenzó después de la finalización de Sonic 3D Blast en 1996 y tomó nueve meses. Fue la segunda colaboración entre Traveller's Tales y Sonic Team, y fue diseñada para aprovechar el hardware de Saturn. Sonic Team diseñó las pistas de carreras, mientras que Traveller's Tales manejó la implementación y la programación utilizando un motor de juego personalizado. La banda sonora fue compuesta por Richard Jacques; Las pistas del juego (interpretadas por la cantante británica TJ Davis), sobre todo «Super Sonic Racing», se han reutilizado en títulos posteriores de Sonic (También se ha utilizado esta canción en Super Smash Bros. Brawl y Super Smash Bros. Ultimate). Sega lanzó el juego para Saturn a finales de 1997, para Windows el año siguiente y para GameCube y PlayStation 2 como parte de Sonic Gems Collection en 2005.
Sonic R fue el único título original de Sonic lanzado para Saturn; Sonic 3D Blast es una remasterización del juego de Mega Drive (o Genesis), y Sonic Jam es una compilación de los primeros cuatro juegos de Sonic (Sonic the Hedgehog, Sonic the Hedgehog 2, Sonic the Hedgehog 3 y Sonic & Knuckles). Las críticas iniciales del juego fueron mixtas, y la recepción retrospectiva fue más negativa. Fue elogiado por su diseño visual y de niveles, pero criticado por sus controles y su corta duración. Mientras tanto, la banda sonora de Jacques polarizó al público, que la encontró pegadiza y bien producida o fuera de lugar en un juego de carreras. El interés de los fanáticos en Sonic R inspiraría a Sega a volver a visitar el género de carreras en futuros juegos de Sonic, lo que llevaría al desarrollo de títulos como Sonic Riders (2006) o Sonic & Sega All-Stars Racing (2010).

## Trama
Sonic y Tails planeaban descansar, pero estos planes fueron impedidos por la publicidad para el Gran Premio Mundial. Al principio, los héroes no estaban interesados en el evento y no iban a participar, pero más tarde Sonic se entera de que el Dr. Robotnik participa en la carrera. Más tarde, los personajes principales se enteran de que el malvado científico ha encontrado la ubicación de las raras y poderosas Chaos Emeralds, con las que va a conquistar el mundo, y el Gran Premio Mundial es una trampa para distraer la atención del erizo azul. Sonic y Tails, así como Knuckles The Echidna y Amy, deciden participar en la carrera. El premio principal son las Esmeraldas del Caos.

## Jugabilidad
Sonic R es un videojuego de carreras con modos para un jugador y multijugador. El jugador selecciona un personaje y participa en una carrera a pie en una de las cinco pistas, compitiendo por el tiempo más rápido por delante de los otros corredores. Inicialmente hay cuatro personajes disponibles, mientras que los otros seis son personajes secretos que están disponibles cuando el jugador completa ciertos objetivos en el juego. Aunque la jugabilidad se considera similar a los juegos de carreras de karts como la serie Mario Kart, Sonic R pone énfasis en los saltos y la exploración, ya que cada pista tiene múltiples caminos y áreas ocultas. Las pistas, aunque son creaciones originales, se basan temáticamente en el estilo artístico y los entornos de los juegos clásicos de Sonic, como «Green Hill Zone» de Sonic the Hedgehog (Resort Island) y «Chemical Plant Zone» de Sonic the Hedgehog 2 (Reactive Factory).
Durante cada carrera, el jugador puede recolectar elementos esparcidos por la pista, otorgando ventajas. Los anillos, un elemento básico de la serie Sonic, son abundantes; el jugador puede intercambiar anillos para obtener un impulso de velocidad temporal o abrir puertas que conducen a atajos u objetos especiales. Los «paneles de objetos» brindan una ventaja temporal aleatoria, como un aumento de velocidad o escudos que otorgan habilidades como correr por el agua o atraer anillos cercanos. La colección de otros elementos especiales, como «Sonic Tokens» y las Chaos Emeralds, puede llevar al desbloqueo de personajes secretos. Sonic R permite al jugador seleccionar el tipo de clima visto durante las carreras. También hay un modo «contrarreloj», donde el jugador corre solo para conseguir el tiempo más rápido, y un modo competitivo para dos jugadores, aumentado a cuatro jugadores en el puerto de colección de gemas. Además del modo de contrarreloj estándar, hay otros dos: «Consigue 5 globos», donde cinco globos están esparcidos por la pista y deben ubicarse, y «Marcar 4 personajes», donde el jugador persigue y debe atrapar a otros cuatro.

### Personajes
Sonic R cuenta con diez corredores jugables, cada uno con atributos y habilidades únicos que coinciden con sus habilidades habituales. El personaje principal, Sonic the Hedgehog, es el más rápido y posee la capacidad de «doble salto» (pudiendo realizar un segundo salto en el aire). Tails puede volar por el aire por un corto tiempo, y Knuckles el echidna puede planear por el aire al saltar. Amy Rose, el último personaje disponible inicialmente, conduce un automóvil, lo que le permite flotar sobre cuerpos de agua y recibir velocidad adicional al conducir sobre espacios de impulso. Los personajes secretos incluyen al archienemigo de Sonic, el Dr. Robotnik, que vuela en un aerodeslizador —el Eggmobile— y resiste las diferencias de terreno; clones robóticos de Sonic (Metal Sonic), Tails (Tails Doll) y Knuckles (Metal Knuckles); El asistente robótico de Robotnik EggRobo; y Super Sonic, una versión más rápida de Sonic impulsada por las Chaos Emeralds.